# Juha Salminen

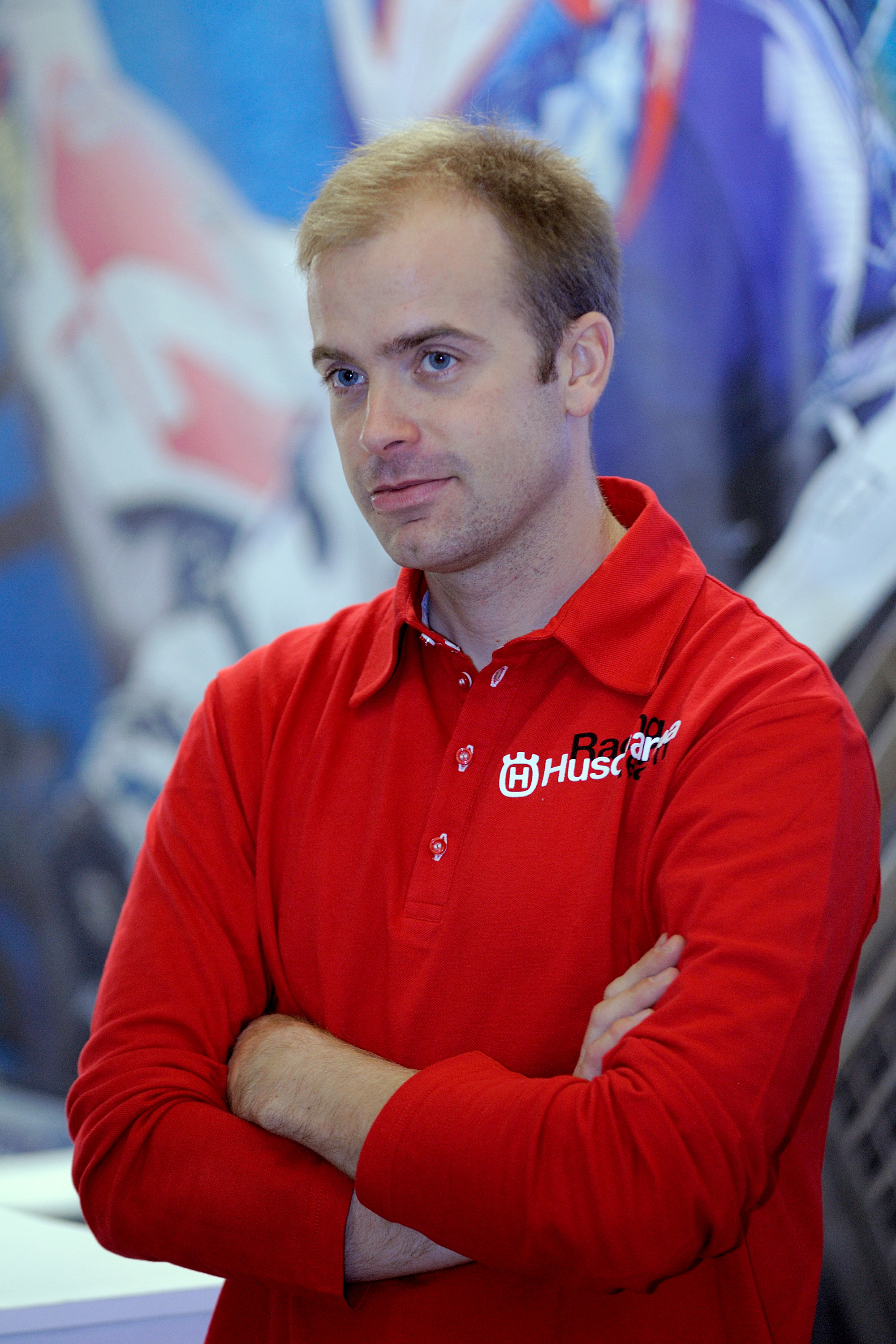
Juha Salminen (2011)

Juha Salminen (* 27. September 1976 in Vantaa) ist ein finnischer Endurosportler. Er ist achtfacher Klassen-Weltmeister, fünffacher Gesamtweltmeister und war fünfmal Mitglied des siegreichen Trophy-Teams bei der Internationalen Sechstagefahrt.

## Sportlicher Werdegang
Sein erster sportlicher Erfolg war der Gewinn der finnischen Juniorenmeisterschaft im Trial. Drei Jahre später wurde er nationaler Enduro-Meister der Junioren. Im gleichen Jahr gehörte er zur siegreichen Juniorenmannschaft bei der Internationalen Sechstagefahrt. Im folgenden Jahr gehörte er zur Trophy-Mannschaft, die auf den zweiten Platz fuhr. 1998 wurde er ins KTM-Werksteam aufgenommen. Im gleichen Jahr wurde er Dritter der Weltmeisterschaft in der Zweitakt-Klasse bis 125 cm³ und war Mitglied der Trophy-Mannschaft, die bei den Six Days in Traralgon (Australien) siegte. Im folgenden Jahr wurde er Weltmeister in der Klasse bis 125 cm³. Diesen Titel konnte er 2000 erfolgreich verteidigen, außerdem wurde er Weltmeister aller Klassen. Im Jahr 2001 fuhr er in der Klasse bis 250 cm³-Zweitakt, wo er ebenfalls den Weltmeistertitel errang und seinen Gesamt-Weltmeistertitel verteidigte. Die gelang ihm auch im darauffolgenden Jahr, als er in der Klasse bis 400 cm³-Viertakt fuhr. In diesem Jahr gelang der finnischen Mannschaft auch wieder ein Trophy-Sieg bei den Six Days. Außerdem wurde er finnischer Moto-Cross-Meister. Im Jahr 2003 und 2004 konnten die Enduro-Erfolge wiederholen. Salminen fuhr 2003 in der Klasse über 500 cm³-Viertakt und 2004 in der neugeschaffenen Klasse E2 (bis 250 cm³ Zweitakt/450 cm³ Viertakt). Im folgenden Jahr suchte er eine neue Herausforderung. Er wechselte nach Amerika und fuhr in der Grand-National-Cross-Country-Serie, die er 2005 und 2006 gewann. Für seine Erfolge erhielt er als erster Nichtamerikaner den AMA-Award. Im Jahr 2006 war wieder Mitglied der siegreichen Trophy-Mannschaft bei den Six Days. Für das Jahr 2007 wechselte er wieder nach Europa und wurde Weltmeister in der Klasse E1 (bis 125 cm³ Zweitakt/250 cm³ Viertakt). 2008 wechselte er in die Klasse E2 und wurde Zweiter hinter Johnny Aubert. Für die Saison 2009 wechselt er zu BMW. 2011 wurde er auf der zum BMW-Konzern gehörigen Husqvarna Weltmeister in der Klasse E1. Mit der finnischen Nationalmannschaft gewann er die Trophy-Wertung bei der Internationalen Sechstagefahrt im heimischen Kotka-Hamina.

## Sportliche Erfolge
1993nationaler Juniormeister im Trial
1996nationaler Juniormeister im Endurosport
Siegermannschaft ISDE-Junior-Trophy
19973. ISDE-World-Trophy
19983. Enduro-Weltmeisterschaft Klasse 125 cm³-Zweitakt
Siegermannschaft ISDE-World-Trophy
Sieger der deutschen Enduro-Meisterschaft
1999Sieger Enduro-Weltmeisterschaft Klasse 125 cm³-Zweitakt
2000Sieger Enduro-Weltmeisterschaft Klasse 125 cm³-Zweitakt
Sieger Gesamtwertung Enduro-Weltmeisterschaft
Siegermannschaft der finnischen Trial-Mannschaftsmeisterschaft
Sieger der spanischen Enduro-Meisterschaft
2001Sieger Enduro-Weltmeisterschaft Klasse 250 cm³-Zweitakt
Sieger Gesamtwertung Enduro-Weltmeisterschaft
Siegermannschaft der finnischen Trial-Mannschaftsmeisterschaft
Sieger der spanischen Enduro-Meisterschaft
Sieger der europäischen Motocross-Meisterschaft
2002Sieger Enduro-Weltmeisterschaft Klasse 400 cm³-Viertakt
Sieger Gesamtwertung Enduro-Weltmeisterschaft
Siegermannschaft ISDE-World-Trophy
Sieger der finnischen Moto-Cross-Meisterschaft (offene Klasse)
Sieger der spanischen Enduro-Meisterschaft
2003Sieger Enduro-Weltmeisterschaft Klasse über 400 cm³-Viertakt
Sieger Gesamtwertung Enduro-Weltmeisterschaft
Siegermannschaft ISDE-World-Trophy
2004Sieger Enduro-Weltmeisterschaft Klasse E2
Sieger Gesamtwertung Enduro-Weltmeisterschaft
Siegermannschaft ISDE-World-Trophy
2005Sieger der Grand-National-Cross-Country-Serie
Siegermannschaft der finnischen Trial-Mannschaftsmeisterschaft
2006Siegermannschaft ISDE-World-Trophy
Bester Fahrer bei der Internationalen Sechstagefahrt
Sieger der Grand National Cross Country-Serie
2007Sieger Enduro-Weltmeisterschaft Klasse E1
2011Sieger Enduro-Weltmeisterschaft Klasse E1
Siegermannschaft ISDE-World-Trophy